# ジェンダー・フルイド

ジェンダー・フルイドのプライド・フラッグ

ジェンダー・フルイド（英語: gender-fluid）とは、時間の経過や状況に応じて変化する固定されていない性同一性のことを指す。

## 概説
多くの人では性同一性は男性であったり、女性であったり、どちらにせよ生涯を通して固定している。しかし、ジェンダー・フルイドの人は、あるときは男性であったり、またあるときは女性であったり、はたまたノンバイナリーであったり、あるいはアジェンダーであったり、流動的に変化する。性同一性だけでなく、ジェンダー表現も時間の経過とともに変化する可能性がある。こうした流動的変化を経験した人すべてが、自分をジェンダー・フルイドと認識するわけではない。
出生時に割り当てられた性別と異なる性同一性の人はトランスジェンダーであるが、必ずしも性同一性が流動的であったとは限らない。ジェンダー・フルイドは揺れ動いて定まっていないという性同一性を見い出した人が用いる用語であり、性同一性を見い出せずに探している状態のクエスチョニングとは異なる。また、ジェンダークィアという用語もあるが、ジェンダークィアは性同一性が流動的な人を表すためにも使用される場合もあるものの、とくに性同一性が性別二元論に当てはまらない人を意味する。

## 歴史
トランスジェンダーの人々（ノンバイナリーや第3の性別を含む）は、古代から世界中の文化に存在してきた。「トランスジェンダー」、「ジェンダー」、「性同一性」、「性役割」などの現代の用語と意味が現れたのは、1950年代から1960年代にかけてである。その結果、ジェンダー・フルイドの個人を含む、さまざまな種類のジェンダーの人々やアイデンティティの歴史的記述をどのように分類するかについては、異なる意見がある。
1928年のヴァージニア・ウルフの小説『オーランドー』はで、主人公が複数回ジェンダーを変更しており、ジェンダー・フルイドが考慮されている。
どんな人間でも、一方の性別からもう一方の性別への揺れ動きが起こりますが、多くの場合は、男性か女性の見た目を保っているのは服装だけで、服の下の性別はその上の性別とはまったく逆なのです。
「ジェンダー・フルイド（gender fluidity）」という用語に初めて言及したと考えられているのは、ジェンダー理論家のケイト・ボーンスタインによる1994年の書籍『Gender Outlaw: On Men, Women and the Rest of Us』においてである。用語は後に、1996年の書籍『The Second Coming: A Leatherdyke Reader』でも使用された。
2014年2月、Facebookは「Gender Fluid」を50のアイデンティティの選択肢の一つとして追加した。
2015年5月、Dictionary.comは「genderfluid」の項目を追加した。

## シンボル
ジェンダー・フルイドのプライド・フラッグは、2012年にJJ Pooleによりデザインされた。旗のピンクのストライプは女性らしさを、白はジェンダーの欠如を、紫はアンドロジニーを、黒はその他すべての性別を、青は男性らしさを表している。